# Braćevci
Braćevci (en serbe cyrillique : Браћевци ; en bulgare : Брачевци) est un village de Serbie situé dans la municipalité de Dimitrovgrad, district de Pirot. Au recensement de 2011, il comptait 5 habitants.

## Démographie

### Évolution historique de la population
| 1948 | 1953 | 1961 | 1971 | 1981 | 1991 | 2002 | 2011 |
| ---- | ---- | ---- | ---- | ---- | ---- | ---- | ---- |
| 201  | 190  | 139  | 80   | 52   | 28   | 12   | 5    |

|  |